# Лутугинський науково-виробничий валковий комбінат

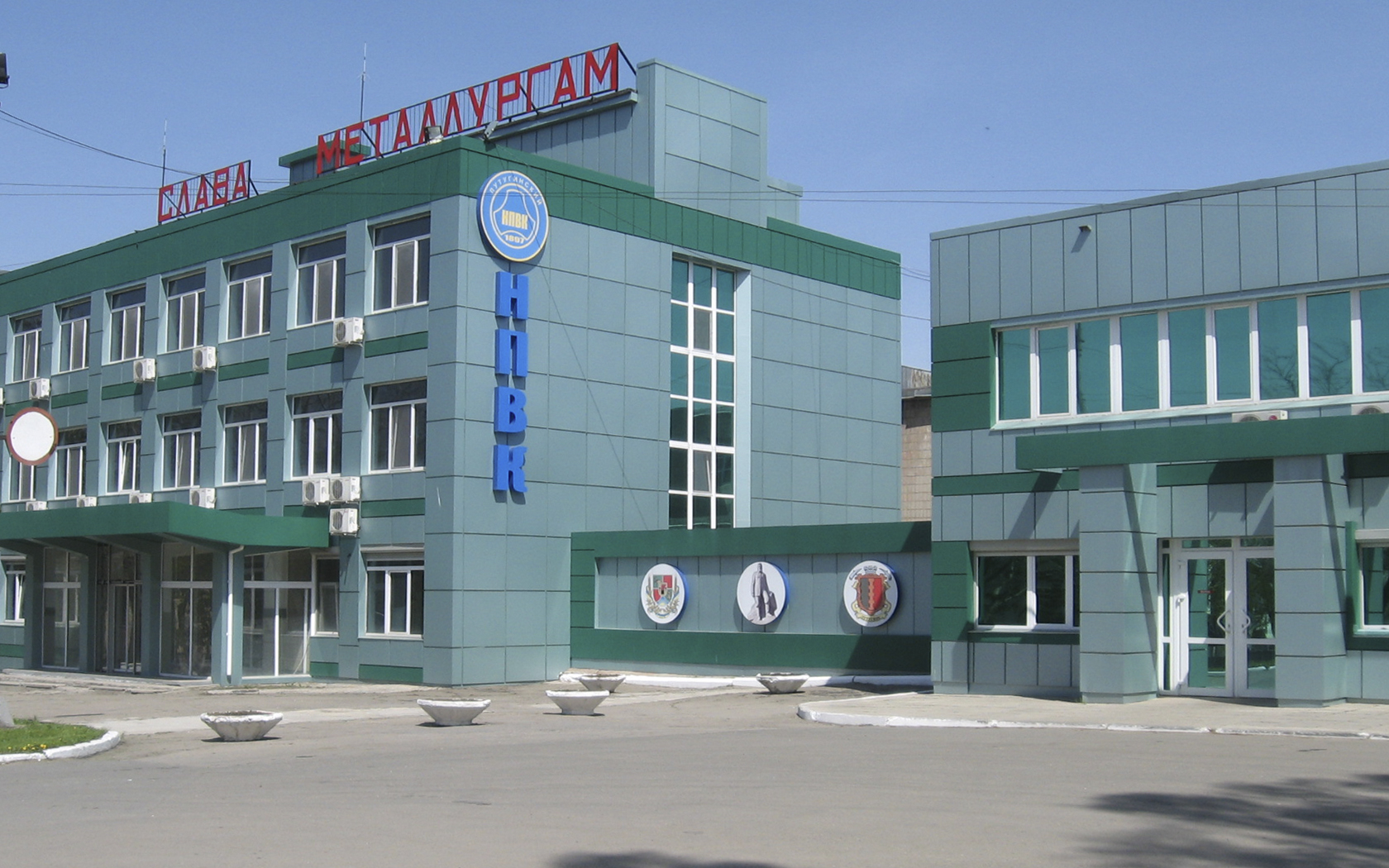
Прохідна комбінату, 2015 рік

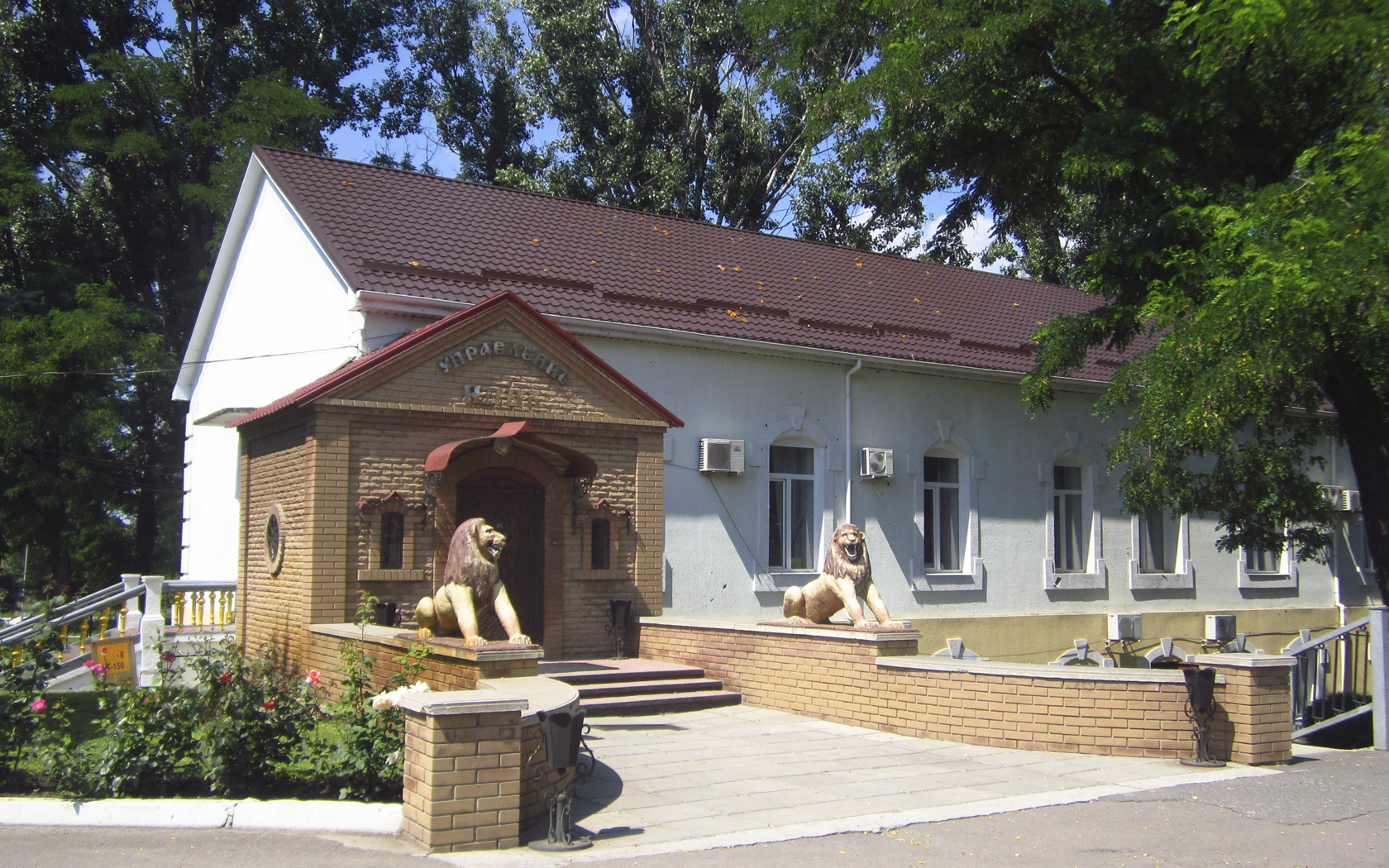
Будинок заводоуправління, 2015 рік

Лутугинський державний науково-виробничий валковий комбінат — єдине в Україні та одне з найбільших у Європі вальцеливарних підприємств у місті Лутугине Луганської області.

## Історія

### До 1917 року
Часом заснування вважається 1896—1897 роки. 1897 року відлито перший валок для Путиловського заводу у Санкт-Петербурзі. Спочатку інженерно-технічний персонал складали бельгійці, німці та французи, ливарні та інші трудомісткі роботи виконували місцеві робітники та вихідці з Орловської й Курської губерній. У період Першої світової кількість працівників збільшилася вдвічі — до близько 400 осіб. Для потреб фронту на заводі виготовляли корпуси снарядів.

### В радянський період
Після Жовтневої революції 1917 року завод націоналізовано, в період громадянської війни не функціонував, але після закінчення бойових дій відновив виробництво.
1941 року переорієнтовано на виконання військових замовлень. Згодом частину устаткування евакуйовано на Схід СРСР. Після визволення Лутугиного (11 лютого 1943) споруджено практично нове підприємство. У червні 1944 після введення в експлуатацію ливарного цеху завод розпочав випуск валків. У післявоєнні роки запроваджено одночасне відливання двох і чотирьох валків в одному піддоні, вперше у СРСР переведено вагранки на водяне охолодження. 1952 за удосконалення валколиварної технології директор О. Бешлик, головний інженер В. Карський і формувальник Г. Крохмальов були відзначені Сталінською премією. Підприємство стало основним постачальником валків у СРСР для металургійної, гумової, паперової і борошномельного галузей промисловості. Водночас постачало свою продукцію у Францію, Італію, Бельгію, Австрію, Туреччину, Пакистан, Індію.
У 1980 році Державна премія СРСР в галузі техніки «за створення і промислове впровадження комплексу унікального обладнання і принципово нових технологічних процесів виробництва одношарових і біметалевих виробів відповідального призначення» була присуджена колективу з 12 науковців та інженерно-технічних фахівців, в тому числі працівникам Лутугинського заводу прокатних валків, який розробив поліпшену конструкцію машини для виробництва паперу.
За радянських часів Лутугинський завод прокатних валків входив в число провідних підприємств міста.

### За незалежності
Після проголошення незалежності України завод отримав називався Лутугинський науково-виробничий валковий комбінат.
1994 за розроблення та впровадження нових технологічних процесів виробництва прокатних валків і борошномельних вальців високої експлуатаційної надійності генеральний директор М. Будаг'янц, директор вальцеливарного заводу Ю. Дяченко, головний інженер В. Кондратенко, головний металург О. Сирота стали лауреатами Державної премії України.
У липні 1999 року Верховна Рада України внесла комбінат в перелік підприємств, приватизація яких заборонена в зв'язку з їх загальнодержавним значенням.
У 2005—2006 роки Харківський верстатобудівний завод імені С. В. Косіора виконав для комбінату модернізацію унікального вальцешліфувального верстата моделі 3417В, призначеного для обробки опорних і робочих валків листопрокатних станів вагою до 50 т і довжиною до 6000 мм. Виконання робіт зайняло п'ять місяців.
Станом на 2006 рік, комбінат був найбільшим виробником валків (його виробничі потужності дозволяли виробляти до 150 тисяч тонн валків на рік), продукція підприємства використовувалася на промислових підприємствах України, продавалася в Росію та інші країни.
Розпочатий у 2008 році економічна криза ускладнила становище підприємства, в 2008 році фінансові показники заводу погіршилися, в зв'язку зі зниженням попиту з початку 2009 року комбінат скоротив обсяги реалізації продукції. В результаті договорів купівлі-продажу цінних паперів у підприємства утворилися багатомільйонні борги.
а утворилися 23 березня 2014 року Кабінет міністрів України передав комбінат (до цього перебував у віданні Міністерства промислової політики України) у відання Міністерства економічного розвитку і торгівлі України.

### Під російською окупацією
Влітку 2014 року комбінат опинився в зоні бойових дій. Через обстріли виробництво було зупинено. У лютому 2015 виробництво почало відновлюватися, в березні підприємство було націоналізовано владою ЛНР. У серпні 2016 року комбінат відновив виробництво під керівництвом сепаратистів.